# الکساندر وود (بازیکن فوتبال)
الکساندر وود (انگلیسی: Alexander Wood؛ ۱۲ ژوئن ۱۹۰۷ – ۲۰ ژوئیهٔ ۱۹۸۷)  بازیکن فوتبال اهل ایالات متحده آمریکا بود.
وی همچنین در تیم ملی فوتبال ایالات متحده آمریکا بازی کرده‌است.